# Agropastoralisme
L'agropastoralisme désigne les situations d'élevage, de paysage ou socioéconomiques dans lesquelles l'agriculture est intimement associée au pastoralisme.

## Éléments complémentaires de définition
Il est parfois associé au nomadisme ou plus souvent à un semi-nomadisme, avec des mouvements saisonniers dits de « Transhumance » qui peuvent traverser localement des zones cultivées.
Quand les animaux sont conduits en forêt (ou dans le maquis en Corse) on parle d'agrosylvopastoralisme.

## Géographie de l’agropastoralisme
L'agropastoralisme est plus fréquent dans les zones délaissées par l'agriculture, et en particulier dans régions semi-arides ou dans les régions dont les sols sont agronomiquement pauvres (Exemple: Système agropastoral dans les Landes de Gascogne), montagneuses ou aux différences climatiques marquées entre saison froide ou chaude, sèche, sahélienne par exemple, ou humide ; l'agriculture permettant souvent d'offrir un complément de nourriture aux animaux durant la saison difficile.
Dans les Pyrénées et les Alpes, dans le Pays basque notamment, les cultures occupent les fonds de vallée et les versants les moins pentus, les estives, les sommets et les versants d’altitude aux pentes praticables par les troupeaux et les bergers, avec un espace intermédiaire occupé par la forêt; une dualité de paysage caractéristique de l'agropastoralisme, très marquée ici et qui a subsisté.

## Enjeux agri-environnementaux
Comme toute forme d'exploitation des milieux l'agropastoralisme peut modeler et transformer les paysages et leur biodiversité, depuis la préhistoire, principalement dans l'ancien monde semble-t-il, et y compris dans les paléoenvironnements de France et d'Europe, et notamment depuis l'invention du feu (phénomène par exemple étudié dans le Berry, dans les Pyrénées et en Franche-Comté à partir de l'étude des traces de feux anciens) durant l'Holocène,. Au-delà de certains seuils une dégradation importante et durable des milieux est possible, notamment durant les épisodes de sècheresse comme au Mali.

### Aspects positifs
Le maintien de troupeaux d'une certaine densité dans le paysage agricole ou forestier présente parfois un grand intérêt écopaysager, pour l'entretien de clairières, de corridors écologique, de milieux ouverts ou pour la lutte contre les incendies en période sèche. Tans qu’ils ne surexploitent pas les ressources naturelles (végétaux, sols, eau…), les animaux gardés par les bergers (souvent aidés de leurs chiens) jouent un rôle dans l’entretien de milieux ouverts. De plus, ils transportent de nombreux organismes et peuvent enrichir le sol de leurs excréments ou nourrir des animaux nécrophages quand ils meurent (certains nécrophages comme les vautours jouent un rôle sanitaire probablement important pour les troupeaux en éliminant rapidement les cadavres d’animaux malades).

### Aspects négatifs
Inversement si les animaux en surnombre ou présents trop longtemps au même endroit exercent une pression trop forte sur le milieu, il y a situation de surpâturage. Si cette situation perdure ou s'étend à grande échelle, les cheptels peuvent alors contribuer à dégrader les sols et à un effondrement de la biodiversité.
De plus, pour se nourrir et/ou pour défendre leur troupeaux, leurs gardiens peuvent aussi exercer une pression de piégeage ou de chasse ou de piégeage sur les animaux carnivores, les animaux venimeux, les espèces herbivores concurrentes. Des effets négatifs et plus ou moins durables sur les écosystèmes sont alors possibles.
Un Agrosylvopastoralisme excessif (parfois « stratégie de survie » et dans ce cas difficile à freiner) peut contribuer à la déforestation, notamment avec les chèvres et sur des sols vulnérables.
La déforestation est souvent facilitée par la construction de routes et de ponts qui permettent un déplacement des troupeaux vers des zones de montagnes autrefois peu accessibles (ex en Nord-Pakistan).

## Aspects sociaux
La vie de nomade ou de semi-nomade implique une organisation sociale particulière. Comme le pastoralisme, mais de manière différente, l'agropastoralisme implique aussi une organisation foncière négociée avec les agriculteurs communautaires ou propriétaires terriens (par exemple chez les Peuls pratiquant l'agropastoralisme en Afrique).
Souvent deux populations coexistent tout ou partie de l'année, l'éleveur nomade et le paysan sédentarisé. Parfois, ce sont les enfants qui sont bergers ou gardiens des troupeaux alors que les adultes cultivent. Dans tous les cas, cette répartition des rôles structure les sociétés agropastorales. Des conflits fonciers existent quand les troupeaux mal contrôlés font des dégâts dans les zones cultivées.
En France et dans les pays où l'agriculture industrielle et/ou l'élevage industriel ou intensif s'est imposé, l'agropastoralisme a beaucoup régressé.

### Sources et bibliographie
- M. Bloch (1931) Les caractères originaux de l’histoire rurale française, tome 1, A. Colin, Paris, 1964.
- M Carriere (1996) Impact des systèmes d’élevages pastoraux sur l’environnement en Afrique et en Asie tropicale et subtropicale aride et subaride ; CIRAD et EMVT.
- Coulet & Coste (1986) In : D. Musset (dir.), Histoire et actualité de la transhumance en Provence, Les Alpes de Lumière, no 95-96, Mane
- Colin de Verdière, P. (1995) Les conséquences de la sédentarisation de l’élevage au Sahel. Étude comparée de trois systèmes agropastoraux dans la région de Filingué (Niger) Thèse de doctorat, Institut national agronomique Paris-Grignon.
- Joulian, F., & Cresswell, R. Mots-clés-Agro-pastoralisme. Numéros, 52, 53.